# Hải Dương Sơn
Hải Dương Sơn (tiếng Trung: 海洋山; bính âm: hǎiyáng shān), thời xưa gọi là "Dương Hải Sơn" (tiếng Trung: 阳海山; bính âm: yánghǎi shān), là một dãy núi ở đông bắc tỉnh Quảng Tây, Trung Quốc, thuộc dãy núi Nam Lĩnh. Hải Dương Sơn là phân giới tự nhiên giữa lưu vực sông Tây Giang và sông Tương. Trong dãy Nam Lĩnh, Hải Dương Sơn có vị trí ở giữa Việt Thành Lĩnh và Đô Bàng Lĩnh. Dãy núi dài khoảng 97 kilômét (60 mi) chạy theo hướng bắc - nam qua các huyện Toàn Châu, Hưng An, Quán Dương, Dương Sóc, Cung Thành của địa cấp thị Quế Lâm. Chỗ rộng nhất khoảng 35 kilômét (22 mi). Đỉnh cao nhất trong dãy là núi Bảo Giới (宝界岭, Baogai Hill).
Hành lang Tương Quế nằm trong thung lũng giữa dãy Việt Thành Lĩnh và dãy Hải Dương Sơn là tuyến giao thông quan trọng nối Quảng Tây với miền Trung Trung Quốc.